# Stephan Cohen
Pour les articles homonymes, voir Cohen.
Stephan Cohen est un joueur français de billard américain né le 14 août 1971 au Blanc-Mesnil et mort le 18 avril 2023 à La Tronche.

## Palmarès

### Championnats du monde
- Champion du monde a la 14.1 a Parsippany, New-Jersey 2009[réf. souhaitée]

### Jeux mondiaux
- 2009 à Kaohsiung (Taïwan)
  -  Médaille de bronze au jeu de la 9